# Aedes luridus
Aedes luridus är en tvåvingeart som beskrevs av Mcintosh 1971. Aedes luridus ingår i släktet Aedes och familjen stickmyggor. Inga underarter finns listade i Catalogue of Life.